# 國立臺南第二高級中學
國立臺南第二高級中學，簡稱為臺南二中或南二中。位於臺灣臺南市北區。創立於1914年（日治時期大正三年），是臺灣第二所設立的公立中學校，初名「臺灣總督府臺南中學校」。

## 歷史
期間曾因時代及地方制度變遷而變更校名數次，有臺南州立臺南第一中學校、臺灣省立臺南第二中學、臺灣省立臺南第二高級中學之校名

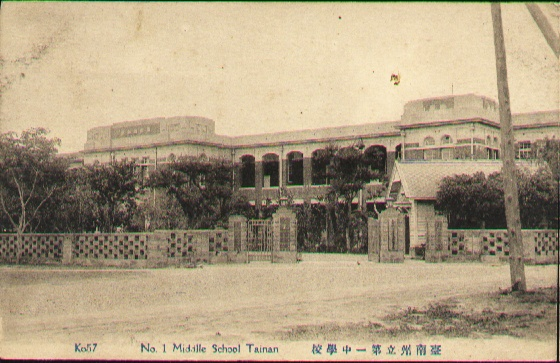
日治時期舊貌（面臨北門路與公園北路轉角）

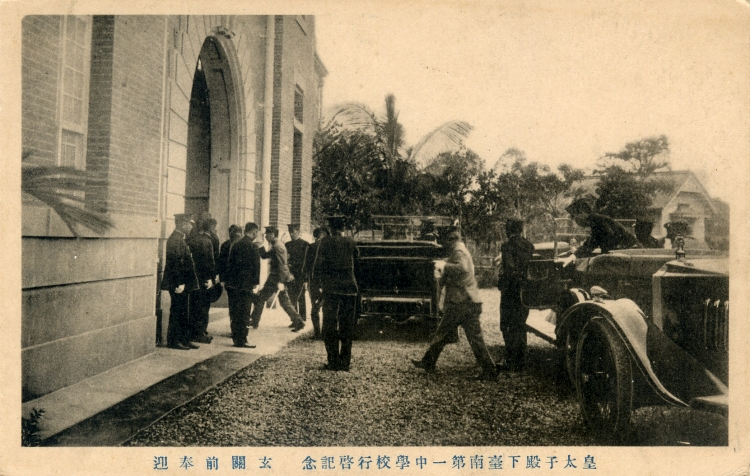
裕仁皇太子（日後的昭和天皇）1923年4月20日行啓記念葉書，為日治臺灣之重要事件

臺灣總督府於日治時期1914年（大正3年）發布告示第72號，自5月11日新設臺灣總督府臺南中學校。原臺灣總督府中學校，則改稱臺灣總督府臺北中學校（今建國中學）。臺南中學校於同年6月23日於兩廣會館舉行開校式，並以其作為暫時校舍。稍後進駐臺南公園北側的永久校址。臺南中學為日治時代第2間官設中學，主要設定為日籍青年就讀，學制為五年制完全中學（初中三年，高中二年）。
1922年（大正11年），總督府更改臺灣教育令，為配合日台共學制度，學校設立日漸增多，中等學校逐交由各州管理,時教職員多隸日籍，臺籍學生僅佔約十分之一。同年，配合臺南州立臺南第二中學校成立（今國立臺南第一高級中學），為分辨成立先後順序差別，改為「臺南州立臺南第一中學校」，為當時臺南州之男子第一志願中學。
1945年二戰後中華民國政府接收臺灣，校名奉命改為「臺灣省立臺南第二中學」，學制改為初中與高中各三年的完全中學，而原臺南州立臺南第二中學校改為「臺灣省立臺南第一中學」。因日籍員生多已遷返，臺灣籍學生亦為數寥寥，以及二戰後校容炮灼亟需重建，曾短暫編入臺南一中。1955年配合政府戰時疏散決策，曾與臺南一中、臺南女中兩校籌設聯合分部於臺南縣善化鎮，男女兼收。翌年，此分部改為臺灣省立善化高級中學。
1961年8月，政府推行「省辦高中，縣市辦初中」，又更名為「臺灣省立臺南第二高級中學」，並於臺南地區臺南一中、臺南女中及家齊高中有「臺南四省中」之稱。

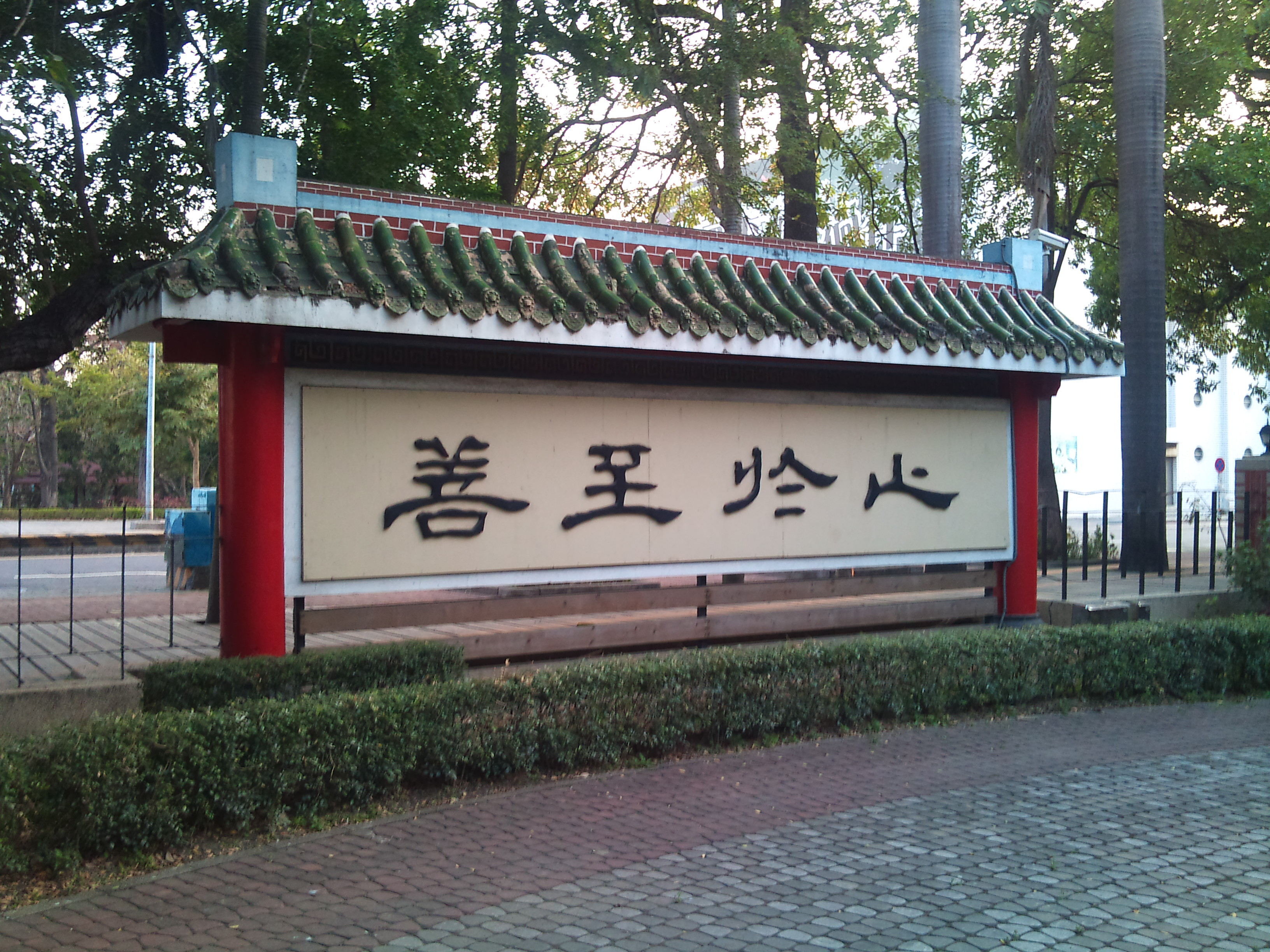
止於至善

1969年2月，羅旭升校長題字「止於至善」為該校校訓。目前於弘道大樓外右側圍牆旁，即可以看到「止於至善」四字。
1998年2月1日依教育部政策，因精省緣故，奉令改制為現名「國立臺南第二高級中學」。
- 2014年校務會議決議，自104學年度開始，普通班男女兼收。[4]

## 歷任校長
| 任次   | 姓名         | 任期                     |
| ------ | ------------ | ------------------------ |
| 第一任 | 廣江萬次郎   | 1914年5月11日－1927年3月 |
| 第二任 | 高橋隆       | 1927年4月－1933年3月     |
| 第三任 | 春田重之     | 1933年3月－1933年8月     |
| 第四任 | 渡邊節治     | 1933年9月－1937年4月     |
| 第五任 | 板垣四十六郎 | 1937年4月－1943年3月     |
| 第六任 | 坂上一郎     | 1943年3月－1945年        |

| 任次     | 姓名   | 任期                  |
| -------- | ------ | --------------------- |
| 第一任   | 蘇惠鏗 | 1945年12月－1946年7月 |
| 第二任   | 姜子榮 | 1946年7月－1949年7月  |
| 第三任   | 蒼寶忠 | 1949年7月－1954年2月  |
| 第四任   | 周簡文 | 1954年2月－1961年12月 |
| 第五任   | 廖傳淮 | 1961年12月－1964年8月 |
| 第六任   | 李昇   | 1964年8月－1969年2月  |
| 第七任   | 羅旭升 | 1969年2月－1978年7月  |
| 第八任   | 曹書勤 | 1978年8月－1982年1月  |
| 第九任   | 鄭繼孟 | 1982年2月－1984年12月 |
| 第十任   | 黃炎祥 | 1984年12月－1990年8月 |
| 第十一任 | 蔡瑞榮 | 1990年9月－1995年7月  |
| 第十二任 | 陳國偉 | 1995年8月－2001年7月  |
| 第十三任 | 郭伯嘉 | 2001年8月－2008年7月  |
| 第十四任 | 王榮發 | 2008年8月－2014年7月  |
| 第十五任 | 鄭忠煌 | 2014年8月－2019年7月  |
| 第十六任 | 林晏旭 | 2019年8月－           |

## 校內古蹟

### 原臺南中學校講堂

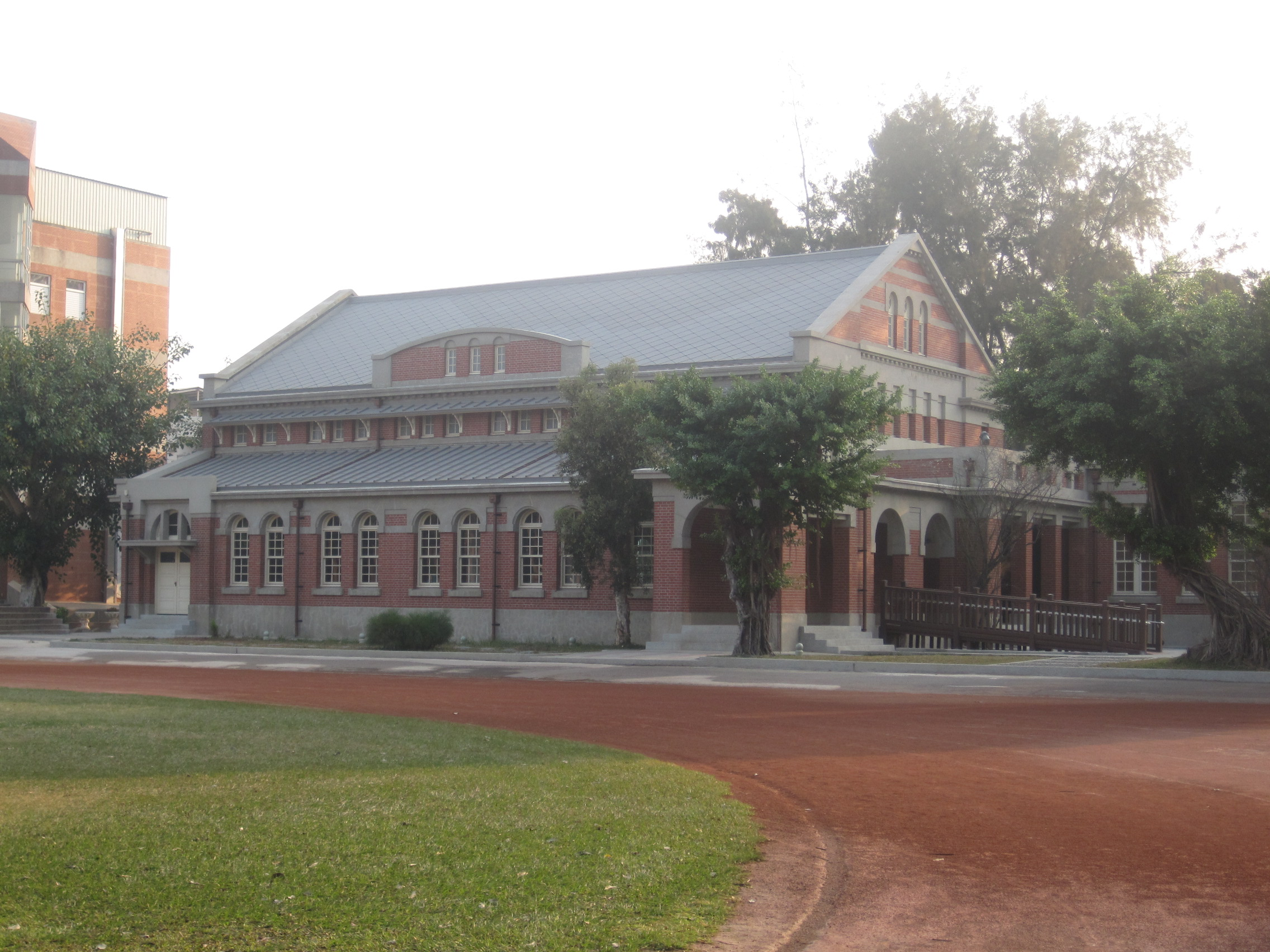
原臺南中學校講堂（整修後）

又稱「小禮堂」，興建於1918年。依《文化資產保存法》，指定2013年校方提出修復計畫，獲得教育部補助3555萬元新台幣，並於2013年1月15日進行動工儀式。現為學生休閒中心暨管樂社社辦，原貌大致尚存。
2009年10月6日，該校創校95周年，日治時期校友從日本返回臺南二中。校方安排管樂社演奏歡迎。老校友致贈學校石頭紀念碑，由校長王榮發代表接受。學校稍後也在小禮堂內以辦桌宴請校友。

## 校內活動

### 藝文類

#### 琴定二中音樂會
為二中最大的音樂盛事，由校內音樂性社團共同演出，與「校內器樂大賽」得獎者一起演出。2006年為首次舉辦，2017年由於場地問題停辦一次，2019年復辦。

#### 運動會進場變裝秀
由管樂團帶頭從一年級開始依序進場，每班皆發揮創意在造型變裝上。第55屆（2010年）的運動會進場時，因適逢楊淑君事件，有班級進場時踩踏韓國國旗，此事被媒體報導後，某位韓籍留臺學生曾要求校方道歉。

## 外部連結
- 國立台南第二高級中學 （页面存档备份，存于）